# عزلة منقير (الضالع)

تعديل مصدري - تعديل

عزلة منقير هي إحدى عزل مديرية دمت في محافظة الضالع اليمنية ويبلغ تعداد سكانها 4051 نسمة حسب التعداد السكاني في اليمن لعام 2004.